# Kasteel Ravesteyn
De ruïne van kasteel Ravesteyn, dat eigenlijk Slot Heenvliet heet, staat in het Nederlandse historische stadje Heenvliet, in de Zuid-Hollandse gemeente Nissewaard op Voorne-Putten.

## Geschiedenis
De eerste houten versterking werd hier vermoedelijk al rond het jaar 1100 gebouwd. In 1254 vermaakte Hendrik van Voorne de heerlijkheid 'Heenvliet' aan zijn broer Hugo, die zich als eerste 'heer van Heenvliet' mocht noemen. Deze bouwde hier een kasteel in steen.
Het hoofdgedeelte bestond uit een voor de 13e eeuw zeer zwaar uitgevoerde donjon met vier hoektorens die op een hoogte was gebouwd waaromheen een gracht was gegraven. Deze had zowel een militaire als een woonfunctie. De toegangspoort werd beschermd met een valhek. In de 14e en in de 15e eeuw werd het kasteel uitgebreid met delen die een meer comfortabele bewoning mogelijk maakten.
Nadat het in de Tachtigjarige Oorlog in 1572 door de watergeuzen was vernield werd het slot niet meer hersteld, de kelders van de imposante ruïne bleven echter nog meer dan een eeuw in gebruik als gevangenis. Volgens sommigen heeft, voor de ruïnering van het kasteel, de van ketterij beschuldigde Heenvlietse pastoor Merula hier een tijdje gevangengezeten.
De ruïne werd tussen 1959 en 1965 grondig gerestaureerd, er is toen ook uitgebreid archeologisch onderzoek gedaan door dr. J.G.N. Renaud. Het kasteelterrein is nu in beheer bij de vrijwilligers van de stichting Stede en Vrije Heerlykheyt Heenvliet. In de zomermaanden staat het op zaterdag open voor bezichtiging.

## Monument
Het kasteel ligt in het gedeelte van Heenvliet dat een beschermd dorpsgezicht is. Tevens zijn verschillende delen van het kasteelcomplex rijksmonumenten.